# Hosts fájl
A hosts fájl egy lokális szövegfájl, amit a Unix-szerű operációs rendszereken manapság (2013) már többnyire csak arra használnak, hogy a helyi számítógépes hálózatokon belül (LAN) az IP-címek hozzárendelését rögzítsék. Ennek a rendszerfájlnak az eredeti feladatát, a hosztnevek és az IP-címek egymáshoz rendelését jórészt a DNS (Domain Name System) vette át.

## Használata
Ha egy állomásnév (hosztnév, hostname) alapján meg kell állapítani az IP-címet (vagy fordítva), akkor az operációs rendszer az ebben a fájlban található megfeleltetések között keresi először a megoldást, és találat esetén másként, mint például a DNS, WINS, stb segítségével már nem is keresi tovább. Ez azonban csak alapesetben van így, ugyanis a keresés sorrendje a Unix-szerű rendszerekben meg is változtatható az /etc/nsswitch.conf fájl segítségével.
A hosts fájl felhasználható a kártékonynak bizonyult helyek elérésének megakadályozására is azon a módon, hogy a kártékony hely IP-címe helyett a saját gépünk IP-címére tereljük az elérési próbálkozásokat.

## Sebezhetőség
A fájl gyakran szolgál vírustámadások célpontjaként. Így például a támadó a fájl segítségével elérheti, hogy a felhasználót a saját bankja helyett egy olyan lapra vezesse, ami a bank lapját szimulálja, hogy azon a lapon elárulja a támadónak a számlaszámát a jelszavával együtt.
Egy-egy vírustámadást gyakran a hosts fájl olyan módosítása is elkísér, ami megakadályozza az antivírusprogramokat aktualizáló szerverek elérését.

## Felépítése
A fájl egyszerű szerkezetű, soraiban elől áll az IP-cím, utána pedig üres helyekkel elválasztva az állomásnév. A soroknak az a része, ami egy  „#”-t követ, már megjegyzésnek számít és figyelmen kívül marad, ha pedig „#” a sor első jele, akkor az egész sor csak megjegyzés. Az üres sorok is figyelmen kívül maradnak.

## Egy példa
```
127.0.0.1       localhost # saját gép címe
91.198.174.225  hu.wikipedia.org # fixen ezen a címen akarjuk elérni
127.0.0.1       www.ezt.a.helyet.szeretnénk.feltétlenül.elkerülni.com
```

## A fájlhoz vezető út néhány operációs rendszerben
A hosts fájl operációs rendszerenként más és más helyen található meg a fájlrendszer mappáinak hierarchiájában. A neve általában egyszerűen hosts, mindenfajta tipizáló kiegészítés, mint például .txt nélkül.
| Operációs rendszer      | Verziók                                             | Hely                                                           |
| ----------------------- | --------------------------------------------------- | -------------------------------------------------------------- |
| Unix, Unix-szerű, POSIX |                                                     | /etc/hosts                                                     |
| Microsoft Windows       | 3.1                                                 | %WinDir%\HOSTS                                                 |
| Microsoft Windows       | 95, 98/98SE, Me                                     | %WinDir%\hosts                                                 |
| Microsoft Windows       | NT, 2000, XP (x86 & x64), 2003, Vista, 7 és 8 és 10 | %SystemRoot%\system32\drivers\etc\hosts                        |
| Windows Phone           |                                                     | Registry kulcs: HKEY_LOCAL_MACHINE\Comm\Tcpip\Hosts            |
| Apple Macintosh         | 9 és korábbiak                                      |                                                                |
| Apple Macintosh         | Mac OS X 10.0 – 10.1.5                              | (NetInfo vagy niload)                                          |
| Apple Macintosh         | Mac OS X 10.2 és újabbak                            | /etc/hosts (egy szimbolikus link a /private/etc/hosts helyhez) |
| Novell NetWare          |                                                     | SYS:etc\hosts                                                  |
| OS/2 & eComStation      |                                                     | "bootdrive":\mptn\etc\                                         |
| Symbian                 | Symbian OS 6.1–9.0                                  | C:\system\data\hosts                                           |
| Symbian                 | Symbian OS 9.1+                                     | C:\private\10000882\hosts                                      |
| MorphOS                 | NetStack                                            | ENVARC:sys/net/hosts                                           |
| AmigaOS                 | 4                                                   | DEVS:Internet/hosts                                            |
| Android                 |                                                     | /etc/hosts (egy szimbolikus link a /system/etc/hosts helyhez)  |
| iOS                     | iOS 2.0 és újabbak                                  | /etc/hosts (egy szimbolikus link a /private/etc/hosts helyhez) |
| TOPS-20                 |                                                     |                                                                |
| Plan 9                  |                                                     | /lib/ndb/hosts                                                 |
| BeOS                    |                                                     | /boot/beos/etc/hosts                                           |
| Haiku                   |                                                     | /boot/common/settings/network/hosts                            |
| OpenVMS                 | UCX                                                 | UCX$HOST                                                       |
| OpenVMS                 | TCPware                                             | TCPIP$HOST                                                     |

## Fordítás
- Ez a szócikk részben vagy egészben  a   Hosts-Datei című német Wikipédia-szócikk ezen változatának fordításán alapul.  Az eredeti cikk szerkesztőit annak laptörténete sorolja fel. Ez a jelzés csupán a megfogalmazás eredetét és a szerzői jogokat jelzi, nem szolgál a cikkben szereplő információk forrásmegjelöléseként.
- Ez a szócikk részben vagy egészben  a   hosts (file) című angol Wikipédia-szócikk ezen változatának fordításán alapul.  Az eredeti cikk szerkesztőit annak laptörténete sorolja fel. Ez a jelzés csupán a megfogalmazás eredetét és a szerzői jogokat jelzi, nem szolgál a cikkben szereplő információk forrásmegjelöléseként.